# 本原駅
本原駅（もとはらえき）は、かつて長野県小県郡真田町（現・上田市）に存在した上田交通真田傍陽線の駅（廃駅）である。
真田駅方面の本線と傍陽駅方面の支線の分岐点であった。

## 歴史
真田傍陽線の前身である上田温泉電軌の北東線は1927年（昭和2年）11月20日に開業した。第一期開業区間として予定されていたのは上田 - 本原間であったが、この区間には上野山トンネルと川久保鉄橋という難工事があり、開業までに完成が間に合わなかったことからトンネルの入口にあった伊勢山駅を暫定の終点として開業した。
暫定開業後に難工事が完了し、小県郡本原村（後の真田町）に路線が達した。予定の第一期工事は1928年（昭和3年）1月10日に完工し、当駅が川久保駅（後の殿城口駅）・下原下駅と共に設置・開業した。

### 年表
- 1928年（昭和3年）
  - 1月10日：上田温泉電軌北東線が伊勢山駅から延伸した際の終着駅として開業[1]。
  - 4月2日：北東線が傍陽駅まで開通、途中駅となる[2]。
  - 5月1日：当駅 - 真田間が開通[3]。
- 1939年（昭和14年）8月30日：上田温泉電軌の社名変更および線名改称に伴い、上田電鉄菅平鹿沢線の駅となる。
- 1943年（昭和18年）10月21日：会社合併に伴い、上田丸子電鉄の駅となる。
- 1960年（昭和35年）4月1日：線名改称に伴い、真田傍陽線の駅となる。
- 1969年（昭和44年）6月1日：上田丸子電鉄の社名変更に伴い、上田交通の駅となる。
- 1972年（昭和47年）2月20日：真田傍陽線の廃線に伴い廃止。

## 駅構造
相対式ホーム2面2線を有し、交換設備を持っていた。真田・傍陽方面には三本の線路があり、一番左に留置線、中央は傍陽方面へ行く線路、一番右に真田方面へ行く線路があり、傍陽方面の線路と真田方面の線路は駅に入る直前で合流していた。
初代の駅は留置線付近にあり、開業時にはここに設けられたホームから電車が発着していた。開業時にはすでに第二期の工事が始まっており、初代の駅から少し下ったところに信号場を設け、ここを介して列車交換が行われていたが、1928年4月2日に傍陽駅まで開通する（真田駅まで開通したのは同年5月1日）と下ったところにホーム・駅舎が作られた。初代の駅は留置線となり、区間運転の電車の待機用に使われるようになった。
1940年頃には青木線で使用されていた路面電車の廃車体が留置線の隣に置かれ、1960年以降はブリキのスレート板で覆って放置されていた。
駅員が配置され、廃止まで駅員が切符を販売していた。

## 廃止後の状況
駅の廃止後は上田交通→上電バス→上田バスのバス停留所となっている。
最初は並行する国道144号（後に真田町道を経て上田市道）に設置されたが、1984年にかつての線路に同線のバイパス（現在は本線）が完成するとそこに移転し、現在に至る。

## 隣の駅
上田交通
真田傍陽線
下原下駅 - 本原駅 - 北本原駅
真田傍陽線（支線）
本原駅 - 横尾駅